# 中国共产党吉林省纪律检查委员会
中国共产党吉林省纪律检查委员会，简称中共吉林省纪委，是中国共产党的省级纪律检查机关，与吉林省监察委员会合署办公。

## 历届组成人员
第十二届省纪委（2022年6月至今）
- 书记：张忠（－2023年7月）、史文斌（2023年12月－）
- 副书记：武胜国、王大宇、孙海蛟、李汉卿